# (523765) 2014 WD510
(523765) 2014 WD510 est un objet transneptunien du disque des objets épars avec un diamètre estimé à environ 200 km.